# Tamak'
Le tamak' est un instrument de percussion d'Inde, à tête simple et frappé au moyen de baguettes. Ce membranophone est un tambour de forme hémisphérique qui fait partie de la musique traditionnelle des Santals, peuple aborigène. Il est utilisé lors de cérémonies religieuses et de fêtes traditionnelles.

## Origine
Le tamak' est un tambour originaire d'Inde. Il appartient à la tradition musicale des Santals,.

## Facture
Le corps du tamak' est fabriqué en métal et est en forme de grande cuvette. La tête de cet instrument est généralement une peau de vache et mesure entre 35 et 45 cm de diamètre.

## Jeu
Les Santals croient que le tamak' a un pouvoir religieux spécifique. Le rythme du tamak' suit souvent le modèle métrique/rythmique pour les danses santales.